# 新竹縣私立義民高級中學
新竹縣私立義民高級中學（簡稱義民高中）為私立完全中學兼辦高職部與夜間進修部，位於新竹縣竹北市，由財團法人褒忠亭義民中學財團於1946年（民國35年）捐資創校。1954年7月遷校至現址。

## 學校科系
設有普通科、幼兒保育科、廣告設計科、廣告技術科、資料處理科、商用資訊科、資訊科及附設國中部以及進修部

## 學校近年事記
2018年，邀請日本高知縣高知南高校與新竹地區高中參加義民祭彩繪神豬友誼賽；同年8月，借校慶的機會與竹北市公所合辦客家音樂會。2019年，代表台灣前往日本參加有「漫畫甲子園」之稱的第28屆日本全國高中漫畫錦標賽。
2021年3月23日舉辦董事會，將改選董事會，校方阻擋其中6名董事進入，先以鑰匙不見妨礙通行，最終出席人數未過3分之2，將擇期再開。以義民廟董事長林光華為首的30名義民廟、財團董事及監察人，23日也聚集校前，抗議董事長潘鵬仁把校產變家產，潘全盤否認指控。

## 姊妹校
- 日本兵庫縣：兵庫縣立千種高等學校（日语：兵庫県立千種高等学校）[9]